# Halldór Helgason
Halldór Helgason (Akureyri, 10 gennaio 1991) è uno snowboarder islandese, specializzato in slopestyle e big air.

## Biografia
Specializzato in slopestyle e big air, Helgason ha debuttato in Coppa del Mondo l'11 gennaio 2014, giungendo 27º nello slopestyle di Copper Mountain. 
In carriera non ha mai preso parte a rassegne olimpiche o iridate, mentre ha vinto due medaglie ai Winter X Games, tra cui una d'oro.

## Palmarès

### Winter X Games
- 2 medaglie:
  - 1 oro (big air ad Aspen 2010)
  - 1 argento (knuckle huck ad Aspen 2023)

### Coppa del Mondo
- Miglior piazzamento in classifica generale di freestyle: 143º nel 2013
- Miglior piazzamento nella Coppa del Mondo di slopestyle: 61º nel 2013